# Эстабрук, Кристин
Кристин Эстабрук (англ. Christine Estabrook, род. 13 сентября 1952 года) — американская актриса театра, кино и телевидения, лауреат премий Obie и «Драма Деск».

## Жизнь и карьера
Эстабрук является наиболее известной по своим второстепенным ролям в телесериалах «Отчаянные домохозяйки», «Американская история ужасов» и «Безумцы». Кроме этого у неё были регулярные роли в нескольких недолго живущих телешоу: «Родной город» (1985), «Команда» (1995—1996) и «Тайный дневник Десмонда Пфайффера» (1998).
Эстабрук добилась наибольшего признания за свою работу в театре, как на бродвее, так и в обб-бродвейских постановках. В большом экране она появилась в таких фильмах как «Море любви», «Презумпция невиновности», «Подозрительные лица» и т. д. С середины 1990-х годов она проживает в Лос-Анджелесе.

### Телевидение
Эстабрук появилась с гостевыми ролями в многочисленных сериалах, таких как «Закон Лос-Анджелеса», «Фрейзер», «Секретные материалы», «Практика», «Сибилл», «Почти идеал», «Элли Макбил», «Клиент всегда мёртв», «Расследование Джордан», «Защитник», «Сильное лекарство», «Полиция Нью-Йорка», «Вероника Марс», «Кости», «Закон и порядок», «Говорящая с призраками» и «Части тела».

## Личная жизнь
В 1998—2005 годах была замужем за актёром Виком Полизосом.

## Избранная фильмография
| Год       |   | Русское название       | Оригинальное название | Роль         |
| --------- | - | ---------------------- | --------------------- | ------------ |
| 2002      | с | Клиент всегда мёртв    | Six Feet Under        | Эмили Превин |
| 2004—2012 | с | Отчаянные домохозяйки  | Desperate Housewives  | Марта Хьюбер |
| 2019      | с | Почему женщины убивают | Why Women Kill        | Джойс Дабнер |